# Ґромадзін (Поморське воєводство)
Ґромадзін (пол. Gromadzin, нім. Scharshütte) — село в Польщі, у гміні Пшивідз Ґданського повіту Поморського воєводства.
У 1975-1998 роках село належало до Гданського воєводства.